# Norton Knatchbull (6e baron Brabourne)
Norton Cecil Michael Knatchbull, 6e baron Brabourne, né le 11 février 1922 et tué à la guerre le 15 septembre 1943, est un militaire et noble britannique.

## Biographie
Il est l'aîné des deux enfants de Michael Knatchbull, vétéran de la Première Guerre mondiale, député conservateur à la Chambre des communes au début des années 1930 puis 5e baron Brabourne et gouverneur de Bombay. Le titre de baron Brabourne de la pairie du Royaume-Uni remonte à 1880 lorsqu'il est conféré au député libéral Edward Knatchbull-Hugessen. Le 3e baron, Wyndham Knatchbull-Hugessen, cousin du 5e, est tué au combat durant la Première Guerre mondiale,.

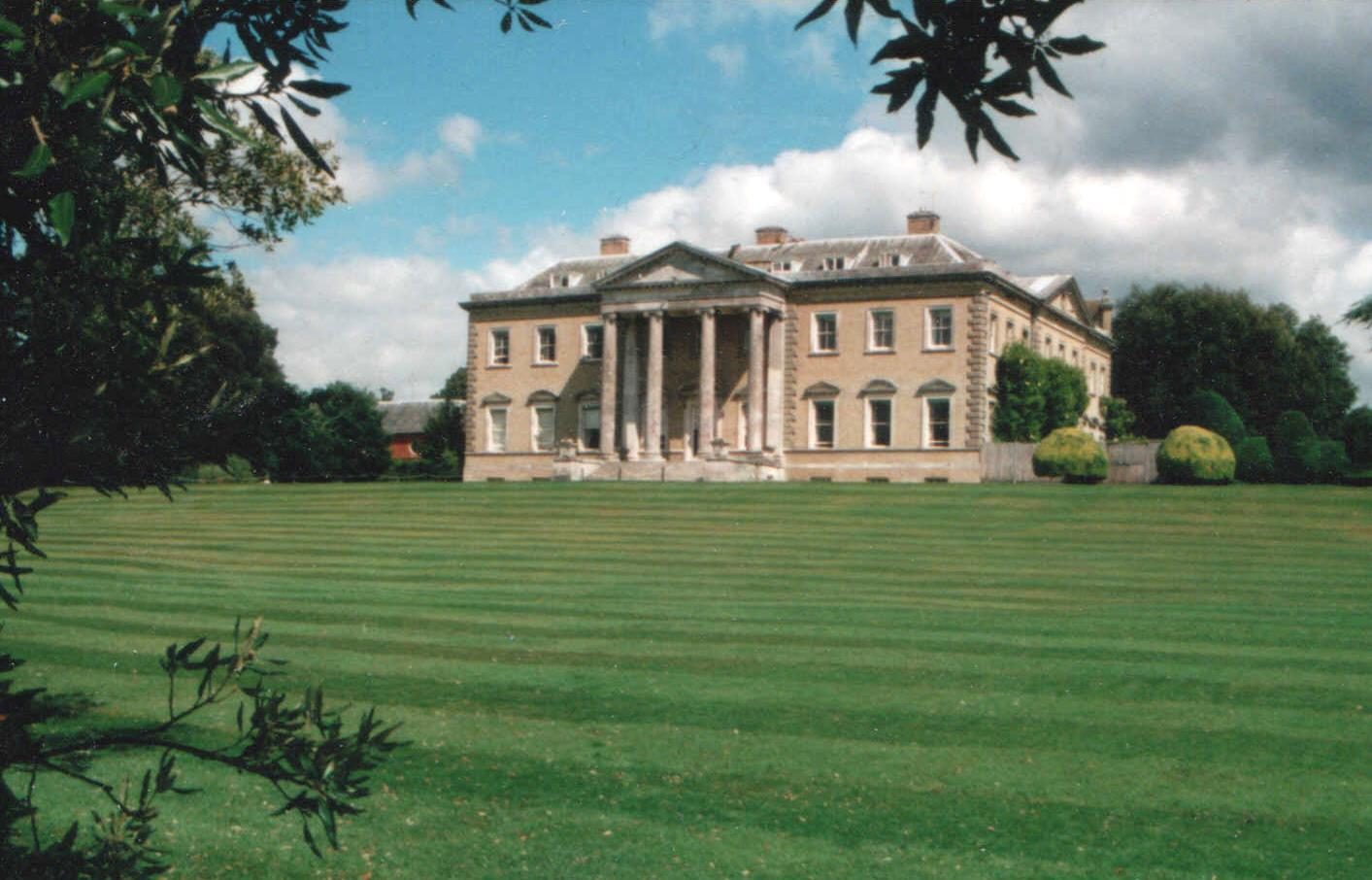
Le manoir de Broadlands, château anglais dans le Hampshire, est la demeure ancestrale de la famille Knatchbull.

Norton Knatchbull est éduqué au collège d'Eton puis suit une formation au Collège royal militaire à Sandhurst. En février 1939, à la mort de son père, il devient le 6e baron Brabourne. Ceci lui donne droit à un siège à la Chambre des lords, mais il n'aura pas l'occasion d'être un membre actif du Parlement. Il termine sa formation militaire alors que la Seconde Guerre mondiale a commencé : Il est intégré au 6e bataillon du régiment des Grenadier Guards avec le grade de lieutenant et envoyé sur le front de la guerre,.
À l'été 1943 il est blessé au combat durant la campagne d'Italie et fait prisonnier par les forces allemandes. Transporté en train vers l'Allemagne comme prisonnier de guerre, il parvient à s'évader du train dans le nord de l'Italie. Repris par les Allemands, il est exécuté par les SS à Bronzolo, et sera inhumé au cimetière militaire de Padoue. Jamais marié, il meurt à l'âge de 21 ans, sans enfant, et son titre de baron revient à son frère John, de deux ans son cadet, qui participe à la guerre dans le régiment des Coldstream Guards. John Knatchbull survivra à la guerre et deviendra producteur de cinéma sous le nom de John Brabourne, produisant entre autres les films Coulez le Bismarck ! (1960) et La Route des Indes (1984),,,.
Norton Knatchbull est l'un des cinquante-six parlementaires britanniques morts à la Seconde Guerre mondiale et commémorés par un vitrail au palais de Westminster.

## Distinctions
- Médaille du couronnement du roi George VI (12 mai 1937)